# Geoffrey Grimmett

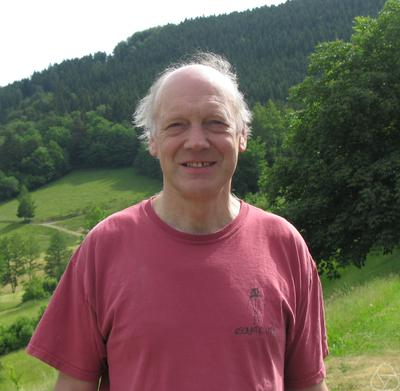
Geoffrey Grimmett 2011

Geoffrey Richard Grimmett (* 20. Dezember 1950 in Birmingham) ist ein britischer Mathematiker, der sich mit Wahrscheinlichkeitstheorie und ungeordneten Systemen in der statistischen Mechanik beschäftigt, zum Beispiel mit Perkolation. Er ist der Professor für mathematische Statistik am Statistik-Labor der Universität Cambridge und Master des Downing College der Universität Cambridge.
Grimmett ging in Birmingham zur Schule und studierte an der Universität Oxford, wo er 1971 seinen Abschluss machte und 1974 bei John Hammersley (und Dominic Welsh) promoviert wurde (Random Fields and Random Graphs). Danach war er 1974 bis 1976 als IBM Research Fellow am New College in Oxford. Ab 1976 war er an der Universität Bristol und ab 1992 Professor für Mathematische Statistik an der Universität Cambridge, wo er Fellow des Churchill College ist. 1994 bis 2000 war er Direktor des Statistical Laboratory und 2002 bis 2007 Vorstand der Fakultät für Reine Mathematik und Mathematische Statistik.
1989 erhielt er den Rollo-Davidson-Preis. Er ist Trustee der Rollo Davidson Stiftung. 2014 wurde er in die Royal Society gewählt. 2014 war er Eingeladener Sprecher auf dem ICM in Seoul (Criticality, universality, and isoradiality).
2000 bis 2005 war er Herausgeber von Probability Theory and Related Fields und ab 2009 von Probability Surveys.
Bei den Olympischen Sommerspielen 1976 in Montreal war er Mitglied des britischen Teams im Florett-Fechten, das den sechsten Platz belegte.

## Schriften
- mit Dominic Welsh Probability - an introduction, Oxford University Press 1986
- Percolation, Springer Verlag, Grundlehren der mathematischen Wissenschaften, Band 321, 2. Auflage 1999
- mit David Stirzaker Probability and random processes, Oxford University Press, 3. Auflage, 2001
- mit David Stirzaker One thousand exercises in probability, Oxford University Press 2001
- The random cluster model, Grundlehren der mathematischen Wissenschaften, Band 333, Springer Verlag 2006
- Probability on graphs, Springer Verlag 2010
- Percolation, in Jean-Paul Pier (Hrsg.) Development of Mathematics 1950-2000, Birkhäuser 2000
- Herausgeber mit Dominic Welsh Disorder in physical systems, Oxford University Press 1990 (Festschrift John Hammersley)
- Herausgeber: Probability and phase transitions (NATO Advanced Study Institute, Newton Institute Cambridge 1993), Springer Verlag 2004
- Herausgeber mit Colin McDiarmid: Combinatorics, Complexity and Chance, Oxford University Press 2007 (Festschrift für Dominic Welsh)